# Ecaterina Baranov
Ecaterina Baranov, née le 24 février 1982 à Chișinău, est une pianiste moldave.

## Biographie
Elle étudie d'abord à l'école d'art Alexei Stârcea (Chișinău), puis au Lycée de Musique Ciprian Porumbescu de Chișinău, avec le professeur Victor Levinzon. En 2000, elle entre à l’Académie de Musique, Théâtre et Arts Plastiques de Chișinău, où elle étudie avec Aliona Feldman, obtenant en 2005 une licence en musique. Elle poursuit sa formation avec Anatolie Lapicus, puis, ayant reçu une bourse du gouvernement français, à l’École normale de musique de Paris, avec le professeur Guigla Katsarava,,, de même qu'une bourse de la Fondation Zaleski, une bourse du Centre international Nadia et Lili Boulanger, etc. Depuis, elle donne de nombreux concerts et récitals en France principalement, mais aussi en Moldavie, en Hongrie, en Portugal, en Allemagne et en Roumanie.
Elle travaille avec l’Orchestre du Théâtre de l’Opéra de Massy, sous la baguette de Philippe Fournier, l’Orchestre Lyrique de la Région Avignon-Provence, l'Orquestra clássica do centro (Portugal), l’Orchestre de la Philharmonie Nationale et l’Orchestre National de Chambre (Moldavie) avec les chefs : Philippe Fournier, Nicolas Kruger, Didier Talpain (France), Dante Milozzi (Italie), Christoff Escher (Suisse), Jan Wierzba (Portugal), Valentin Doni (Moldavie) entre autres.
Ecaterina participe à divers festivals : Les Nuits de piano du Cabasse,  Piano en Saintonge, Les Nuits pianistiques (France), MusicAlvao, As lições dos jovens mestres (Portugal), Les Nuits Pianistiques, Les Harmonies du Printemps, Les Jours de la Musique Nouvelle (Moldavie) entre autres,.
Elle remporte le prix d'honneur du concours international de piano Léopold Bellan en 2013.
Ecaterina Baranov est une ambassadrice de la culture et du patrimoine de son pays en Europe, notamment par son projet de découverte, préservation et diffusion de la musique classique moldave en disparition, ARC musical-historique, décliné notamment dans les activités suivantes : concerts de réanimation des œuvres moldaves dans l’interprétation des grands musiciens de France à Chișinău (Moldavie) et dans diverses villes européennes (Paris, Budapest, Szeged, Coimbra, etc.) ; enregistrements ; tournées rurales avec des solistes étrangers dans les villages moldaves ; une bibliothèque en ligne ; projets pour enfants, entre autres.

## ARC musical-historique

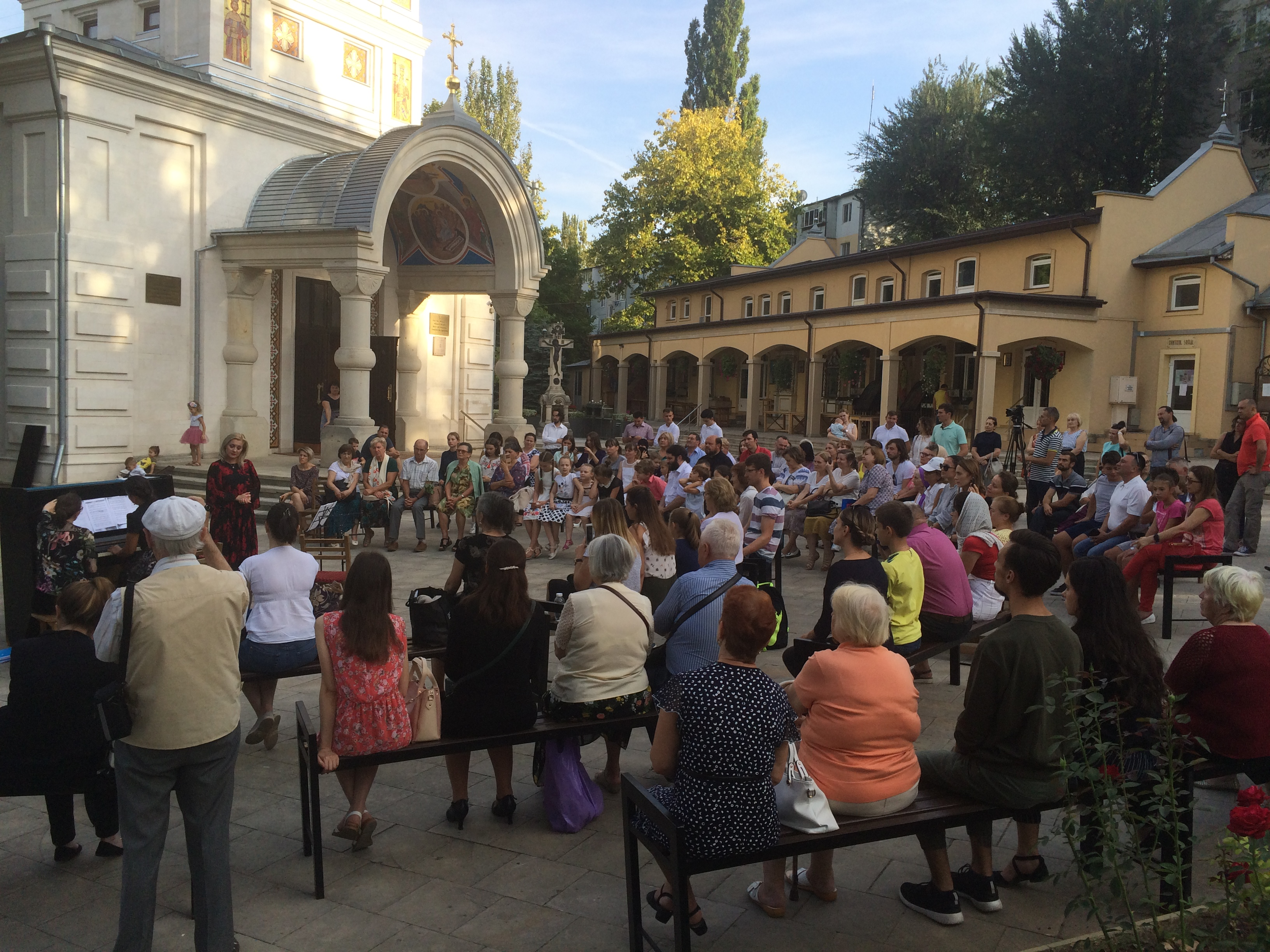
Tournée rurale Demoiselle France danse la Sârba moldave 2017, Chișinău Moldavie

Ecaterina Baranov est la fondatrice et réalisatrice du projet indépendant ARC musical-historique qui vise la redécouverte, la sauvegarde et la diffusion de la musique classique de la République de Moldavie, son pays d’origine. Le projet a commencé en 2016,,.
La musique classique moldave est profondément inspirée du folklore de Bessarabie : les rythmes et l'énergie de la danse traditionnelle (Hora, Oleandra, Sârba), le chant douloureux Doina, l’expression non raffinée, qui s’origine dans l’esthétique authentique paysanne. Méconnue, cette musique est parlante et spécifique.
Ștefan Neaga (ro), l’un des fondateurs du courant classique en Moldavie, a fait ses études à l’École normale Alfred Cortot à Paris, entre 1937-1939. Parmi ses professeurs on compte Alfred Cortot en piano, Charles Munch en direction et Nadia Boulanger en composition. C’est Nadia Boulanger qui lui conseille de s’inspirer pleinement du folklore de son pays, car c’est une valeur inestimable et atemporelle.
Cette musique prend des formes et des genres classiques-académiques et adopte divers styles : néoclassicisme, romantisme, impressionnisme, avant-gardisme, expérimentations et recherches sonores actuelles.
Des musiciens connus ont interprété des œuvres moldaves pour la première fois après des décennies de silence : Ami Flammer, Hélène Dautry, Birgitte Staernes, Nicolas Kruger, Jérôme Simon, Ionel Streba.
Plusieurs éditions du projet ont été soutenues par le Ministère de l’Éducation, Culture et Recherche et par le Bureau des Relations avec la Diaspora (gouvernement de la République de Moldavie), Swiss Cooperation Office en Moldavie, La Salle d’Orgue de Chisinau, les institutions administratives locales (mairies, maisons de culture etc.), la Télévision Nationa.
Les conditions politiques, géopolitiques, économiques et sociales spécifiques, couvrent d’oubli léthargique un siècle de musique classique qui porte l’identité de ce peuple : des manuscrits et des partitions publiées ont été perdus ou endommagés, des archives audio se démagnétisent, il n’y a pas d’accès numérique à cette information.
L’ARC musical-historique essaie d’attirer l’attention sociale envers ce problème et de susciter l’intérêt des interprètes et du public envers ce matériel musical original.

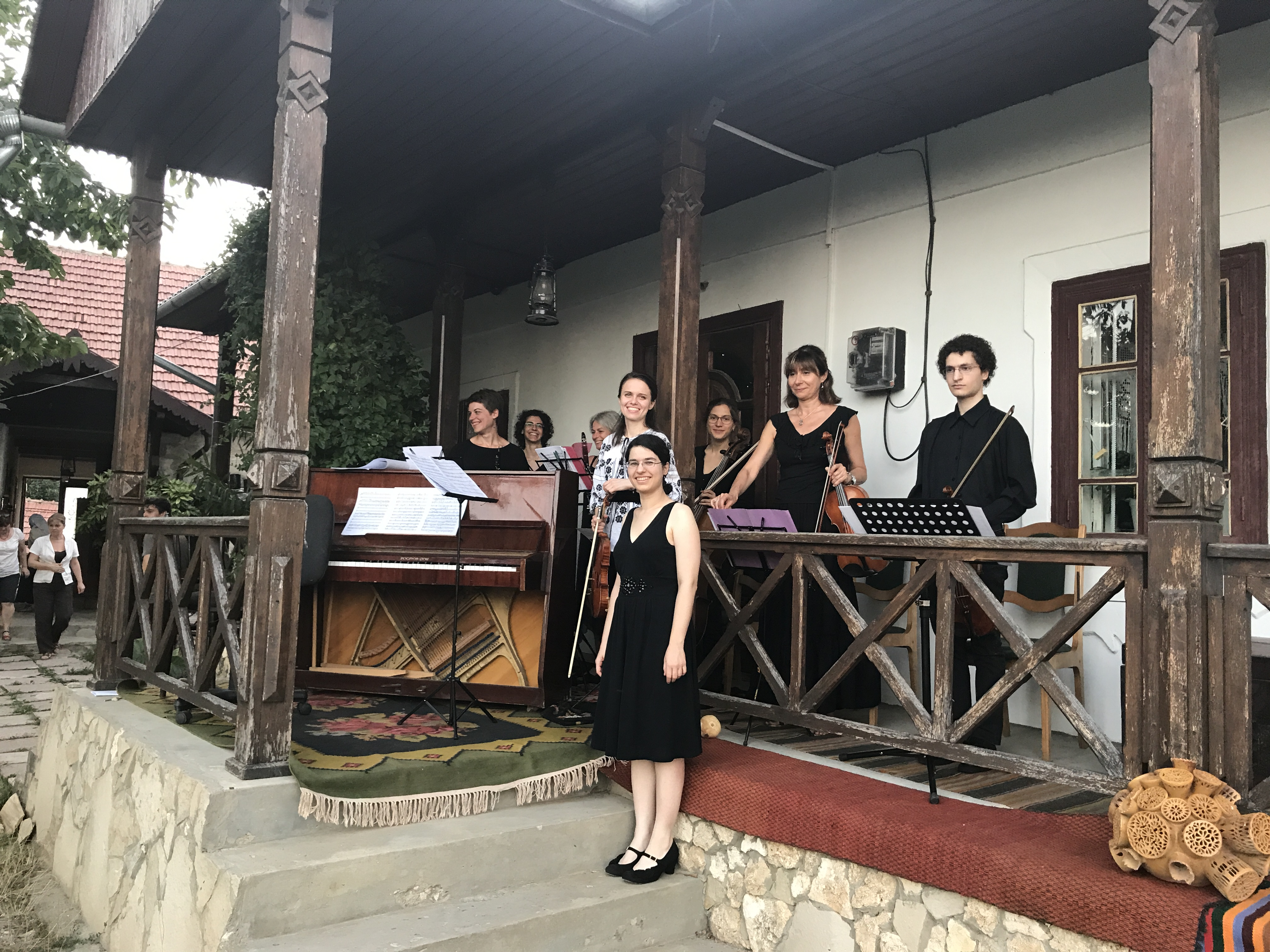
Tournée rurale Demoiselle France danse la Sârba moldave 2017, Palanca Călărași Moldavie

### Objectifs et réalisations
Les objectifs et réalisations sont les suivants
- recherche et sauvegarde des partitions (publiées, copies des manuscrits)
- festival de musique classique moldave dans les salles de spectacles de Chișinău avec des interprètes du monde entier: Dans le cadre du festival ont été redécouvertes  des œuvres écrites par divers compositeurs: Solomon Lobel, David Fedov (ru), Arkady Luxemburg,  Max Fishman, Valeriu Poleacov, Zlata Tkach (en), Simion Lungul, Stefan Neaga, Georghe Neaga, entre autres[23],[24].
- concerts en Europe : en collaboration avec des associations, producteurs et salles de concerts, des programmes de musique moldave ont été proposés en France, Hongrie, Roumanie[25],[26],[27] De nombreuses fois le répertoire moldave a été exporté en concerts par les musiciens participants au projet. Ainsi des concerts de musique moldaves ont été proposés au Portugal, Roumanie, France[28],[29]

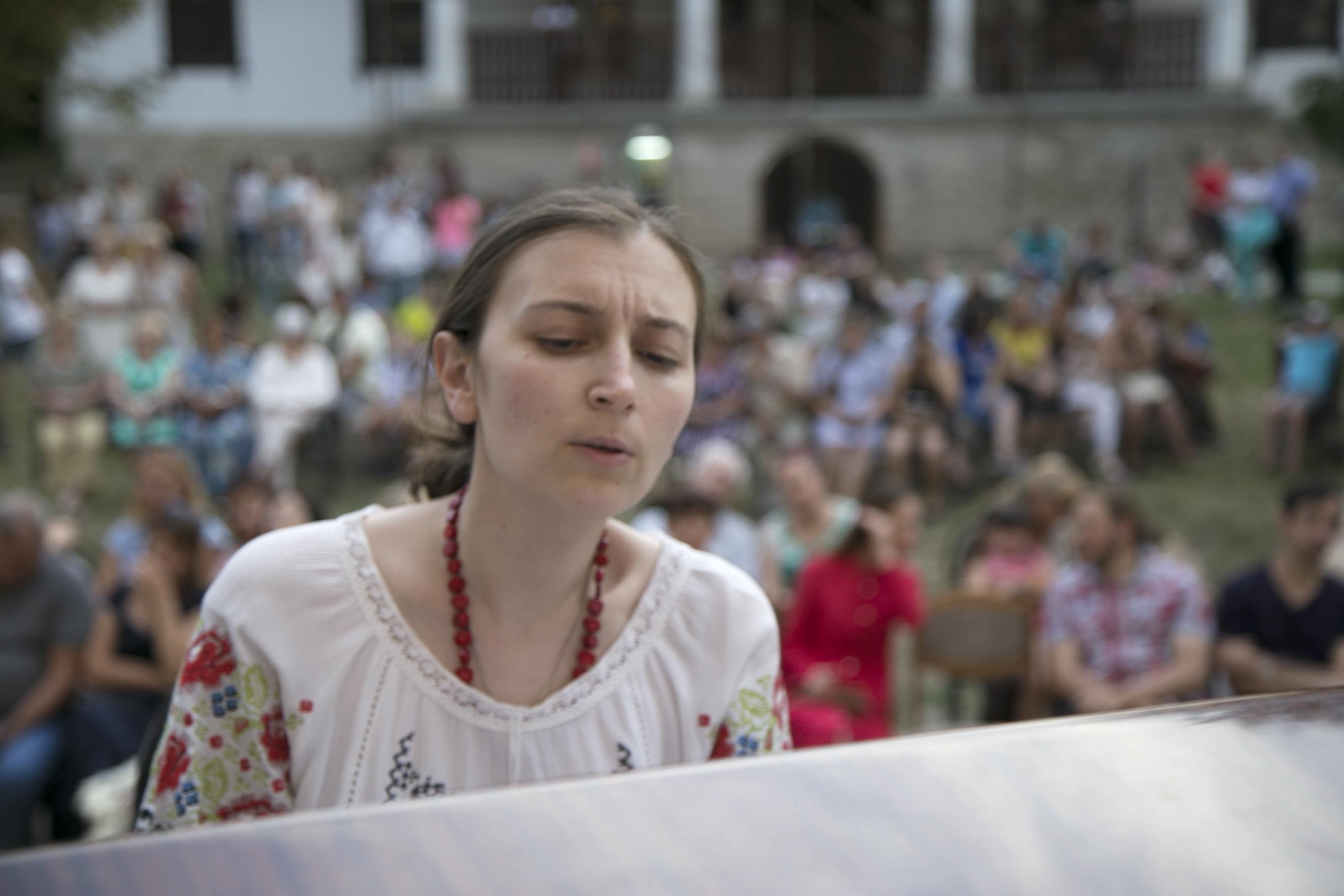
Tournée rurale Demoiselle France Danse la Sârba Moldave 2017, Hâncești, Moldavie

- Tournée rurale Demoiselle France Danse la Sârba Moldave 2017, Hâncești, Moldavietournée rurale Demoiselle France Danse la Sârba Moldave (Lelița Franța Joacă Sârba Moldovenească): les premiers concerts de musique classique vivante dans l’histoire d’un nombre de villages moldaves changeant chaque année. Des interprètes européens viennent jouer la musique moldave à sa source, au milieu du people qui lui a donné vie et qui ne l’a jamais entendue[30],[31],[32]
- échange d’expérience entre les élèves des conservatoires français et des écoles de musique de Moldavie Les résultats et concerts ont attiré l’attention de l’Ambassade de Moldavie en République Française, de l’Ambassade de France en République de Moldavie, des autorités locales ainsi que du mass-média[33],[34],[35],[36].